# Sara Nestola
Sara Nestola (Reggio Emilia, 8 de mayo de 2001) es una deportista italiana que compite en atletismo, especialista en las carreras de fondo. Ganó dos medallas en el Campeonato Europeo de Atletismo en Ruta de 2025, plata en la prueba de media maratón por equipo y bronce en la media maratón.

## Palmarés internacional
| Campeonato Europeo en Ruta | Campeonato Europeo en Ruta | Campeonato Europeo en Ruta | Campeonato Europeo en Ruta |
| Año                        | Lugar                      | Medalla                    | Prueba                     |
| -------------------------- | -------------------------- | -------------------------- | -------------------------- |
| 2025                       | Bruselas/Lovaina (Bélgica) | Medalla de plata           | Media maratón por equipo   |
| 2025                       | Bruselas/Lovaina (Bélgica) | Medalla de bronce          | Media maratón              |